# 星沢ありさ
星沢 ありさ（ほしざわ ありさ、3月8日 - ）は、宝塚歌劇団雪組に所属する娘役。
大阪府豊中市、関西大学高等部出身。身長164cm。愛称は「ありりん」、「ありさ」。
LE SSERAFIMのメンバーである中村一葉とは同級生。

## 来歴
2020年、宝塚音楽学校入学。
2022年、音楽学校卒業後、宝塚歌劇団に108期生として入団。入団時の成績は20番。星組公演「めぐり会いは再び next generation／Gran Cantante!!」で初舞台。その後、雪組に配属。
2024年の「ボイルド・ドイル・オンザ・トイル・トレイル」で新人公演初ヒロイン。

## 主な舞台

### 初舞台
- 2022年4 - 5月、星組『めぐり会いは再び next generation-真夜中の依頼人（ミッドナイト・ガールフレンド）-』『Gran Cantante（グラン カンタンテ）!!』（宝塚大劇場のみ）

### 雪組時代
- 2022年10 - 12月、『蒼穹の昴』 - 新人公演：楊青筠（本役：華純沙那）
- 2023年2 - 3月、『海辺のストルーエンセ』（KAAT神奈川芸術劇場・ドラマシティ） - 王太子フレゼリク
- 2023年4 - 7月、『Lilac（ライラック）の夢路』『ジュエル・ド・パリ!!』
- 2023年8 - 9月、『愛するには短すぎる』『ジュエル・ド・パリ!!』（全国ツアー）
- 2023年12月、『ボイルド・ドイル・オンザ・トイル・トレイル』『FROZEN HOLIDAY（フローズン・ホリデイ）』（宝塚大劇場）[注釈 1]
- 2024年1 - 2月、『ボイルド・ドイル・オンザ・トイル・トレイル』 - 新人公演：ルイーザ・ドイル（本役：夢白あや）『FROZEN HOLIDAY（フローズン・ホリデイ）』（東京宝塚劇場） 新人公演初ヒロイン[3]
- 2024年4 - 5月、『39 Steps』（バウホール） - ケイト
- 2024年7 - 10月、『ベルサイユのばら-フェルゼン編-』 - 王子、新人公演：ミレイユ（本役：有栖妃華）／女官長（本役：愛空みなみ）／小公女（本役：白綺華）
- 2024年12 - 2025年1月、『FORMOSA!!（フォルモサ）』（ドラマシティ・KAAT神奈川芸術劇場） - メイベル・オズワルド
- 2025年3 - 6月、『ROBIN THE HERO』 - 精霊サラマンダー、新人公演：スカーレット・パーカー（本役：華純沙那）『オーヴァチュア!』
- 2025年8月、『ステップ・バイ・ミー』（宝塚バウホール） - リリー／エイミー  バウ初ヒロイン
- 2025年11 - 2026年2月、『ボー・ブランメル〜美しすぎた男〜／Prayer〜祈り〜』